# Anatolij Staruszczenko
Anatolij Hennadijowycz Staruszczenko, ukr. Анатолій Геннадійович Старущенко (ur. 14 stycznia 1988 w Żdanowie, w obwodzie donieckim) – ukraiński piłkarz, grający na pozycji bramkarza.

## Kariera piłkarska

### Kariera klubowa
Wychowanek klubu Illicziweć Mariupol, barwy którego bronił w juniorskich mistrzostwach Ukrainy (DJuFL). 17 kwietnia 2005 rozpoczął karierę piłkarską w drugiej drużynie Illicziwca Mariupol. Wiosną 2009 został wypożyczony na pół roku  do zespołu Jednist' Płysky. Na początku 2010 został piłkarzem Tytanu Armiańsk. Był bramkarzem rezerwowym, tylko raz wszedł na boisko, dlatego latem 2011 wyjechał do Tadżykistanu, gdzie zasilił skład klubu CSKA Pomir Duszanbe. Latem 2013 przeniósł się do Chajru Wahdat, ale po dwóch latach wrócił do CSKA Pomir Duszanbe. 2 marca 2018 podpisał kontrakt z PFK Sumy. Latem przeszedł do Podilla Chmielnicki, w którym grał do końca roku.

## Sukcesy i odznaczenia

### Sukcesy klubowe
Chajr Wahdat
- wicemistrz Tadżykistanu: 2014
- brązowy medalista mistrzostw Tadżykistanu: 2013

CSKA Pomir Duszanbe
- brązowy medalista mistrzostw Tadżykistanu: 2017